# ジョヴァンニ・バッサーノ
ジョヴァンニ・バッサーノ（Giovanni Bassano, 1560年頃 - 1617年8月16日）は、ヴェネツィア楽派の木管楽器奏者、作曲家。とくにコルネットの名手として知られた。サン・マルコ寺院の器楽アンサンブルで活躍した。また、特に声楽ポリフォニーを器楽で演奏する際のディミニューションに関する本を残したことで知られる。

## 生涯
知られている限りでは、ジョヴァンニ・バッサーノの名前が文献に現れるのは、1576年にヴェネツィアのドージェ（総督）付きの6つの木管アンサンブルの1つで楽器奏者として採用されたときであり、このとき15〜16歳の若者であったと記されている。それ以前にも、ザネット Zanetto という子供の名前でサン・マルコ寺院の少年歌手が雇われているが、おそらくこれはジョヴァンニと同一人物であり、彼が1583年にサン・マルコ寺院の神学校で歌唱教師として雇われている事と整合している。1586年にはアウグスティーノ托鉢修道会のサン・ステファノ教会の器楽奏者として雇われ、1601年には、ジローラモ・デッラ・カーサ（Girolamo della Casa）の後を継いで同教会の首席器楽奏者になっており、生涯その地位にとどまった。また、ヴェネツィアで行われる各種祝祭でも奏者として活動したようだ。1617年に彼が死んだとき、死亡者名簿には彼が56歳であったと記されている。

## 音楽活動
当時はバッサーノはまず何よりも木管奏者、とくにコルネットの名手として知られた。ジョヴァンニ・ガブリエーリの器楽のためのシンフォニアなどの作品にみられる精緻なコルネット・パートの書き込みはバッサーノの演奏を念頭に置いていただろうと言われる。
なによりもバッサーノの名を現代人に知らしめているのは、彼のディミニューションのための手引書、Ricercate, passaggi et cadentie per postersi esercitar nel diminuir terminatamente con ogni sorte d'instrumento (1585年）である。この本と、1591年の曲集の中で、バッサーノはヴィラールト、クレキヨン、ディ・ラッソ、デ・ローレといった作曲家の声楽ポリフォニーを器楽で演奏する際にどのように即興装飾を付けるべきかの例をあげており、当時の演奏実践におけるディミニューションを知る上で最も重要な資料の一つとなっている。バッサーノのディミニューションは、後のモノディ様式における装飾よりも控えめな印象を与えるが、これは元になっている声楽曲の対位法的構造から制約を受けるためである。
バッサーノはまた、作曲家としても活動していた。彼はモテットや宗教的コンチェルト (concerti ecclesiastici) をヴェネツィア風の複合唱形式で作曲している。彼の作曲したカンツォネッタのいくつかは広く知られていたようで、トマス・モーリーが1597年にロンドンで出版した曲集には、英語の歌詞に書き換えられて収録されている。バッサーノのいくつかの器楽曲は高度に対位法的である。ファンタジアやリチェルカーレでは綿密な模倣が展開され、動機の逆行形や反逆行形を用いているのは当時の対位法としては珍しいといえる。バッサーノのモテットの上声部の華やかな書法はハインリヒ・シュッツの初期の作品と類似しているといわれるが、これはジョヴァンニ・ガブリエリの下で学んだシュッツがバッサーノの作品や演奏を見知っていたからであろうと言われる。